# Edward C. Kurtz junior
Edward Charles Kurtz, Jr. (* 30. Januar 1946 in New Orleans, Louisiana; † 12. Januar 2013) war ein US-amerikanischer Dokumentarfilmer, Autor und Hochschullehrer.

## Leben
Edward „Eddie“ Kurtz stammte aus New Orleans  und besuchte die dortige Jesuit High School; den Bachelor of Arts erwarb er in Literatur an der University of Notre Dame, anschließend den Master of Arts in Rundfunk- und Film-Produktion an der San Francisco State University. Ab den 1960er Jahren betätigte er sich als Dokumentarfilmer für das lokale öffentliche Fernsehen und als Autor von Werken über die Kultur der Stadt New Orleans. Als Adjunct Professor lehrte er an der Xavier University.
Zu seinen Fernsehdokumentarfilmen gehören The Danny Barker Show, eine Filmbiographie über den Jazzmusiker Danny Barker, This Cat Can Play Anything über den legendären Banjospieler Manny Sayles und Piano Players, eine Dokumentation über drei Generationen von Pianisten aus New Orleans. In dem Film Which Governs Best analysierte er die Rolle der US-Regierung im letzten Jahrhundert. Als freischaffender Autor wirkte er bei der Fernsehserie Real New Orleans mit. Zu seinen Büchern zählen August in New Orleans, 1968, Singing for Supper und My Casanova. Kurtz war zudem Gründungsmitglied des Veranstaltungsortes Tipitina’s und des New Orleans Video Access Center (NOVAC); außerdem war er in zahlreichen sozialen und pädagogischen Komitees aktiv.